# Здравко Сулић
Здравко Сулић (Вршац, 7. септембар 1925 — Београд, 13. новембар 1989) је био српски стрипски аутор и илустратор. Најпознатија дела су му „Црвени коњаник“, „Стрелац горостас“, „Плави месец“, „Трг робова“, „Бошко Буха“, „Млади илегалци“ и „Хајдук Вељко“.
Највише је објављивао у Кекецу где је био запослен, али је сарађивао и са листовима Политикин Забавник, Народна армија, Пионири, Рад, Мали Јеж, Никад робом, Јутарње новости...
Клуб љубитеља девете уметности из Љубљане доделио му је свејугословенску награду „Андрија“ 1980. године.